# Dendroleon speciosus
Dendroleon speciosus là một loài côn trùng trong họ Myrmeleontidae thuộc bộ Neuroptera. Loài này được Banks miêu tả năm 1905. Chúng được tìm thấy ở Bắc Mỹ.